# Clathrodrillia allyniana
Clathrodrillia allyniana é uma espécie de gastrópode do gênero Clathrodrillia, pertencente à família Drilliidae.